# Kingsbury, Texas
Kingsbury är en ort i Guadalupe County i Texas. Vid 2020 års folkräkning hade Kingsbury 132 invånare.